# Убийство Елены Закотновой
Убийство 9-летней Елены Закотновой произошло 22 декабря 1978 года. 24 декабря в городе Шахты Ростовской области, рядом с мостом через реку Грушевку, был обнаружён её труп. Как показала экспертиза, неизвестный изнасиловал девочку в разных формах, причинив ей разрывы влагалища и прямой кишки, а также нанёс три проникающих ножевых ранения в живот. Смерть девочки, тем не менее, наступила от механической асфиксии — её задушили. Эксперт предположил, что Лена была убита ещё в день своего исчезновения (родители обратились в милицию 22 декабря) не раньше 18:00. На момент убийства Лена училась во втором классе.
Дело об убийстве Елены Закотновой стало одним из самых противоречивых и обсуждаемых в истории советской и российской криминалистики. За совершение этого преступления были осуждены вначале Александр Кравченко, затем — Андрей Чикатило, но впоследствии оба приговора были отменены (в отношении первого — полностью (посмертно), в отношении последнего — исключён эпизод). До сих пор не известно точно, кто совершил это убийство, и не произошла ли в данном случае судебная ошибка.

## Подозреваемый № 1. Александр Кравченко
Убийство ребёнка, да ещё с особой жестокостью, сопряжённой с половым насилием, требовало немедленного раскрытия. На дело бросили одного из опытнейших местных сыщиков — старшего следователя советника юстиции Ижогина. Почти сразу определился главный подозреваемый.
В тот же день, когда был найден труп Лены, милиция задержала местного жителя Александра Петровича Кравченко (род. 23 февраля 1953), ранее судимого за схожее убийство. В 1970 году Кравченко был осуждён в Херсоне за изнасилование и убийство несовершеннолетней девочки. 13 июля 1970 года в состоянии алкогольного опьянения он изнасиловал и убил 10-летнюю Галину Ципляк. Она зашла к нему домой, он её задушил, уже у мёртвой выколол глаза, а тело закопал в огороде. Преступление было очень быстро раскрыто, и в ноябре 1970 года Херсонским областным судом Кравченко был приговорён к 10 годам лишения свободы (будучи несовершеннолетним, расстрелу он не подлежал). Кравченко оказался в колонии, отбыл в ней 6 лет, затем определением Белозерского районного народного суда Херсонской области был условно освобождён из мест лишения свободы. Далее он должен был отбыть часть наказания на исправительных работах.
Кравченко жил ближе всех к месту преступления. Александр Кравченко после своего условно-досрочного освобождения в 1976 году был направлен в спецкомендатуру Артемовского района г. Шахты, работал в десятом строительном управлении, в бригаде штукатуров. Взял в жёны женщину с ребёнком, в 1979 г. жена ждала появления ребёнка уже от Александра. Но задержанный показал, что 22 декабря 1978 года он после окончания работы зашёл домой к своему знакомому и примерно в 18:15 пришёл к себе домой, где и находился до конца дня. Алиби подтвердили его жена Галина и их знакомая — Т. Гусакова, находившиеся с ним весь вечер после 18:00. 27 декабря 1978 года Александр Кравченко был освобождён.

### Повторный арест Кравченко
23 января 1979 года Кравченко совершил кражу у своего соседа. 24 января сотрудники милиции нашли похищенное на чердаке в доме Кравченко. В тот же день его арестовали. Кравченко тут же сознался в краже. Работники уголовного розыска вновь вернулись к версии о причастности Кравченко к убийству Лены Закотновой.
Журналист Владимир Бут так описывает ситуацию:
Вот и тут, надо брать Кравченко — и он очень своевременно, будто выполняя заказ милиции, совершает кражу. В перерыве судебного заседания я не удержался, подошёл к только что „отговорившим“ своё свидетелям, высказал удивление и предположил: так, может, кражу милиция подстроила? Они смотрели почти с искренним сочувствием: — Как же вы не понимаете… Кравченко — опытный преступник. Чтобы не привлекли за убийство, решил сесть за кражу, приём известный. Совершил он её недалеко от своего дома и специально „терял“ вещи до самого порога, чтобы вышли именно на него…
По подозрению в соучастии в краже была арестована жена Кравченко. Там ей сказали, что её подозревают в соучастии в убийстве Лены. Запуганная женщина быстро поменяла свои показания относительно убийства, и ситуация стала не в пользу её мужа. В скором времени под давлением милиции показания поменяла и вторая свидетельница. Опять же под давлением в феврале Кравченко собственноручно написал 2 заявления, где он подробно описывал убийство. 1 марта 1979 года Кравченко отказался от признания, заявив, что его принудили к этому. Но спустя месяц он вновь сознаётся в убийстве. Спустя пять месяцев уже в судебном следствии он отказался от признаний, заявив:
…писал явки с повинной только из-за того, что от некоторых работников уголовного розыска и тюрьмы слышал угрозы в свой адрес. Некоторые детали этого преступления узнал из актов экспертизы. Потому в заявлениях моих и есть подробности, которые узнал от своих следователей.
Позже он в очередной раз (как позже было доказано, под давлением) признался в убийстве. 16 августа 1979 года Ростовским областным судом Кравченко был приговорён к смертной казни.

### Апелляции
Кравченко и его адвокаты обжаловали приговор. Кравченко утверждал, что невиновен, а признание из него «выбили». В ноябре 1979 года Верховный Суд РСФСР вернул дело на доследование. В мае 1980 года Ростовский областной суд вернул дело на доследование. В декабре 1980 года коллегия Верховного Суда РСФСР отменила смертный приговор. При этом был оставлен в силе приговор за совершённую кражу — 5 лет лишения свободы. Но бабушка убитой В. Закотнова стала оспаривать приговор и требовала жёсткого наказания для убийцы своей внучки, и ей в этом повезло. Судебные инстанции ещё дважды возвращали уголовное дело на дополнительное расследование, отменяя состоявшиеся решения. В деле было много белых пятен, показания Кравченко постоянно путались, были предложения проверить других лиц на совершение преступления (чего сделано не было).
23 марта 1982 года Ростовский областной суд, в третий раз рассмотрев дело, снова приговорил Кравченко к смертной казни. В мае того же года коллегия Верховного Суда РСФСР оставила приговор без изменения. В ноябре 1982 года Президиум Верховного Совета РСФСР и соответствующая комиссия Президиума Верховного Совета СССР отклонили ходатайство о помиловании. 5 июля 1983 года А. П. Кравченко расстреляли.

## Подозреваемый № 2. Анатолий Григорьев
8 января 1979 года в Новочеркасске повесился некий Анатолий Григорьев, 50 лет от роду, уроженец города Шахты. 31 декабря, накануне Нового года, в трамвайном парке, работником которого он был, Григорьев, будучи сильно пьян, хвастался коллегам, что он, мол, зарезал и задушил девочку, про которую «писали в газетах». Рабочие знали, что «у Тольки по пьяни фантазия просыпается», а потому ему не поверили. Однако Григорьев, видимо, ожидал, что эти нетрезвые откровения ему ещё откликнутся. Приехав к дочери в Новочеркасск, он очень переживал, много пил, плакал, клялся, что никого не убивал, а возвёл на себя напраслину. Дождавшись, когда дочь ушла на работу, Григорьев повесился в туалете.

## Подозреваемый № 3. Андрей Чикатило
С 1981 года по 1990 год в Ростове и Ростовской области произошло более 50 убийств с особой жестокостью на сексуальной почве. Жертвами, как правило, становились дети и женщины. Убийства в лесополосах происходили постоянно, поэтому в декабре 1985 года началась проходящая под контролем ЦК КПСС операция «Лесополоса» — пожалуй, самое масштабное оперативное мероприятие, когда-либо проводившееся советскими и российскими правоохранительными органами. За всё время операции на причастность к серии убийств было проверено более 200 тыс. человек, были даже использованы военные вертолёты, чтобы патрулировать железнодорожные пути и прилегающие к ним лесополосы. Специальную оперативную группу, занимавшуюся делом убийцы из лесополосы, возглавлял Виктор Бураков, который обратился к психиатру Александру Бухановскому с просьбой составить психологический портрет преступника. Бухановский сразу отверг версии о том, что убийца психически болен, маргинален или гомосексуален. По его мнению, преступник был обычным, ничем не примечательным советским гражданином, с семьёй, детьми и работой.
Сотрудницы милиции, одетые в штатское, в качестве приманки постоянно ездили на электричках. Трасса Таганрог — Донецк — Ростов — Сальск на всём протяжении контролировалась работниками милиции. Руководство следствием взял на себя Исса Костоев, занимавший должность заместителя начальника следственной части Прокуратуры РСФСР.
20 ноября 1990 года по подозрению в убийствах был арестован Чикатило. 28 ноября (по другим данным, 30 ноября) Чикатило признался в убийствах и начал давать показания. Его обвиняли в 53 убийствах, он же признался в 55. Тут и всплыло дело об убийстве Елены Закотновой. Чикатило признался в убийстве Елены Закотновой. Вот что он сказал на следствии:
…Убийство этой девочки у меня было первым преступлением, и я сам, без чьего-то напоминания, искренне рассказал об обстоятельствах её убийства. На момент моего задержания по настоящему делу следственные органы не могли знать, что это убийство совершено мною. Именно после этого преступления я начал убивать других своих жертв…
Несмотря на признание Чикатило, для пересмотра дела по убийству Закотновой этого было недостаточно. Бригада Костоева активно взялась за этот эпизод, собирая улики для отмены приговора в отношении Кравченко, но этого было мало для Верховного Суда. Параллельно с этим шло расследование остальных убийств Чикатило, но самому первому эпизоду было уделено самое большое внимание. В 1991 году после долгой и тяжёлой следственной работы приговор по делу Кравченко был отменён (до этого три ходатайства об отмене приговора по делу Кравченко были отклонены), несмотря на протесты целого ряда чиновников.

### Пересмотр дела
Андрей Чикатило был обвинён в 53 убийствах, среди которых было и убийство Елены Закотновой. При этом было отмечено, что показания Чикатило по первому убийству постоянно путались, противоречили друг другу. Было также и отмечено неэтичное поведение Костоева: его подчинённые отмечали, что начальник до начала суда с удовольствием давал интервью о раскрытии преступлений (что противоречит презумпции невиновности), а также критиковал следователей, ведших дело Закотновой в 1978 году.
Дело Чикатило по обвинению в убийстве 53 человек (сам же он сознался в 55) было передано в суд. На одном из первых же судебных заседаний 21 апреля 1992 года происходит скандал. Чикатило отказался от своих показаний и не признал, что хоть как-то причастен к убийству Закотновой (не отказываясь при этом от всех остальных обвинений). Исса Костоев предположил, что ростовские власти решили себя обелить и надавили на Чикатило, требуя отказаться от первого убийства. Скандал усугублялся тем, что Костоев уже дал несколько интервью, где убедительно говорил, что Чикатило виновен в убийстве Елены Закотновой. Репутация Иссы Костоева оказалась под серьёзным ударом. А вскоре при оглашении обвинительного заключения по делу Чикатило один из двух гособвинителей А. Куюмджи отказался обвинять Чикатило в убийстве Закотновой, считая его вину недоказанной. Его заменили на другого прокурора.
Кроме того, у адвоката Чикатило было припасено несколько аргументов в пользу невиновности Чикатило в убийстве Закотновой. Адвокат Чикатило, М. Хабибуллин:
Результаты следственного эксперимента. Видеозапись его исследовалась судом. Предназначенная объективно подтвердить, она порождает серьезные сомнения в правдивости признания. При входе во двор домовладения по пер. Межевому, 26, он говорит, что была «землянка», теперь её нет. То есть получается, что вместо прежнего строения во дворе теперь другое строение. Тем не менее, все участники эксперимента входят в строение и продолжают проверку. Далее следователь спрашивает Чикатило, где он включал свет. Тот не может сказать, видимо, потому, что не знает, т. к. строение не то. А эксперимент продолжается. Но остаётся без ответа вопрос: то ли строение находилось во дворе по Межевому, 26, которое приобрёл Чикатило? Если следственный эксперимент проведён в другом, то что он может подтвердить и какова в этом случае ценность признания?

### Доследование
15 октября 1992 года при оглашении приговора Ростовский областной суд признал Чикатило виновным в убийстве 52 человек, в том числе и Елены Закотновой. В 1994 году Чикатило был расстрелян, однако к моменту казни суд отменил приговор по делу Закотновой, и Чикатило был признан невиновным по этому эпизоду. Таким образом, и Александр Кравченко, и Андрей Чикатило признаны невиновными в убийстве Елены Закотновой. Никто более не привлекался виновным по делу Елены Закотновой, и дело остаётся нераскрытым.

## Мнения
Следователь Александр Перлин считает, что Кравченко был виновен в убийстве Закотновой, и вся шумиха вокруг этого дела была создана Костоевым для собственного пиара.
Аналогичного мнения о виновности Кравченко придерживается сотрудник уголовного розыска Анатолий Евсеев, участвовавший в задержании Чикатило и следствии по его делу. По его мнению, Чикатило, проживая неподалёку от места убийства и будучи очень внушаемым, мог стать свидетелем следственного эксперимента с Кравченко, слышать о подробностях убийства и в какой-то момент сам поверить, что Закотнову убил он. В то же время Евсеев предполагает, что это убийство стало для Чикатило «отправной точкой».
По мнению же на тот момент следователя по особо важным делам при Генеральном прокуроре СССР Владимира Калиниченко: «Когда следователь прокуратуры Исса Костоев заканчивал дело по убийству Закотновой Андреем Чикатило, был расстрелян Кравченко, он сказал: „сенаторы в Верховном суде не хотят отменять приговор Кравченко, не хотят признать судебную ошибку“. С большим трудом Исса добился через ЦК КПСС отмены приговора Кравченко, эпизод вменили Чикатило, этот был самый доказанный эпизод по всему делу. Потом сенаторы, поскольку надо было признать расстрел Кравчено незаконным, принесли протест и оправдали Чикатило по убийству Закотновой. И сегодня получается, то ли убил Чикатило, то ли Кравченко, хотя на самом деле убил Чикатило».
Дело об убийстве Елены Закотновой стало предметом для спекуляций и споров в обсуждении вопроса смертной казни. Противники смертной казни неоднократно заявляли о «двух невиновных расстрелянных по делу Чикатило», несмотря на то, что расстрелян был только Кравченко, и то многие подвергают его невиновность сомнению. Некоторыми исследователями выдвигаются предположения, что Чикатило совершил около 3 убийств, а остальные были приписаны ему с целью повысить раскрываемость, и что за большинство убийств, совершённых в «Лесополосе», из реальных убийц никто не ответил.

## В кинематографе
Убийство Закотновой показано в сериях 4 и 5 первого сезона российского сериала «Чикатило».